# Електроенергетична система

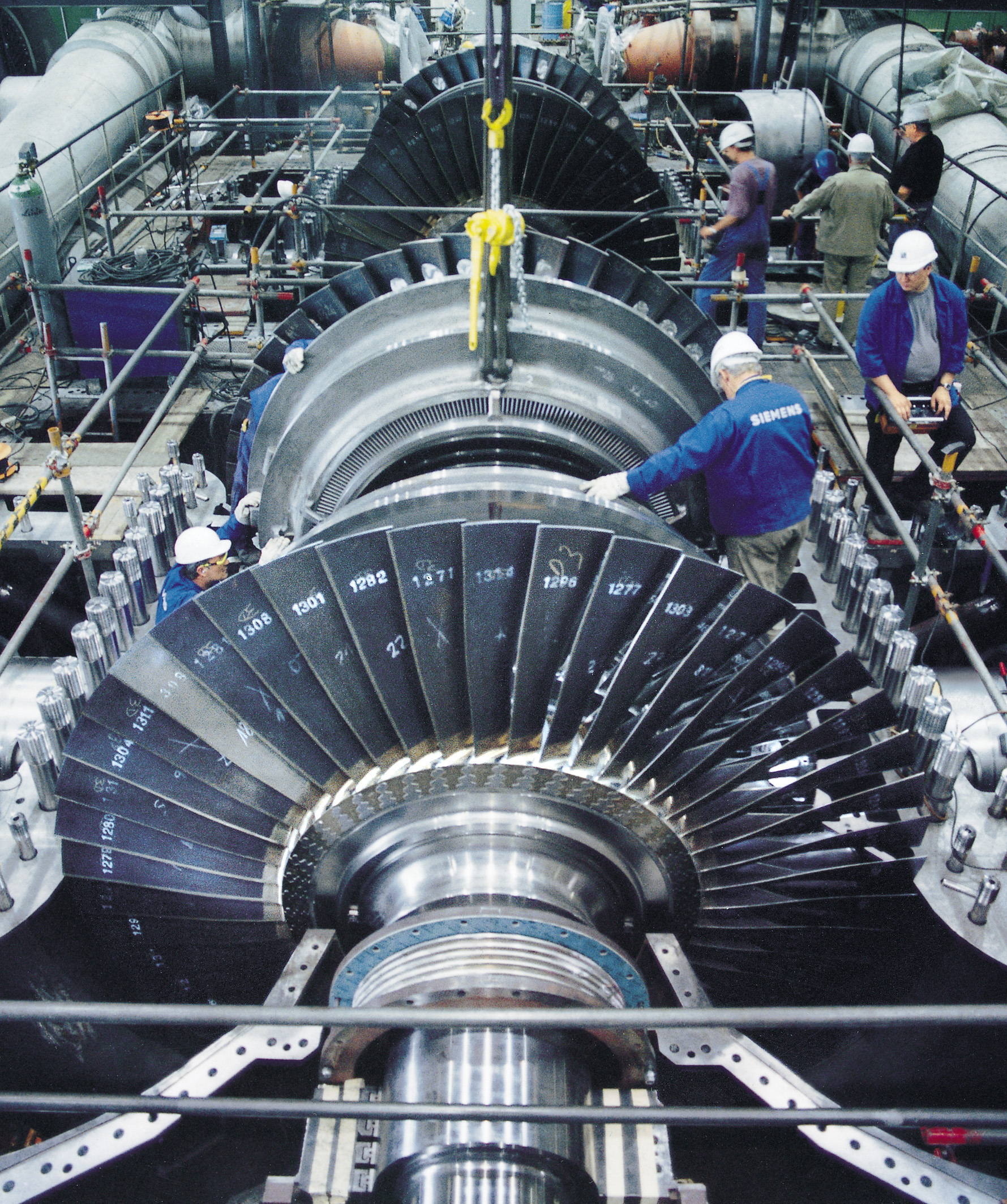
Парова турбіна, яка використовується для забезпечення електроенергією

Електроенергетична система (ЕЕС) — сукупність об'єктів електроенергетики та енергоприймальних установок споживачів електричної енергії, пов'язаних із загальним режимом роботи в єдиному технологічному процесі виробництва, передачі та споживання електричної енергії в умовах централізованого оперативно-диспетчерського управління в електроенергетиці.
Електроенергетична система включає електростанції, а також включає установки, що споживають електроенергію, електричні лінії, що зв'язують їх з електростанціями, електричні розподільчі пристрої з підвищувальними і знижувальними трансформаторами. Дальній транспорт електроенергії на відстані до тисячі кілометрів здійснюється по лініях електропередачі (ЛЕП) високої напруги (100…750 кВ), ближній транспорт — по лініях електропередачі меншої напруги (до 100 кВ).

## З історії

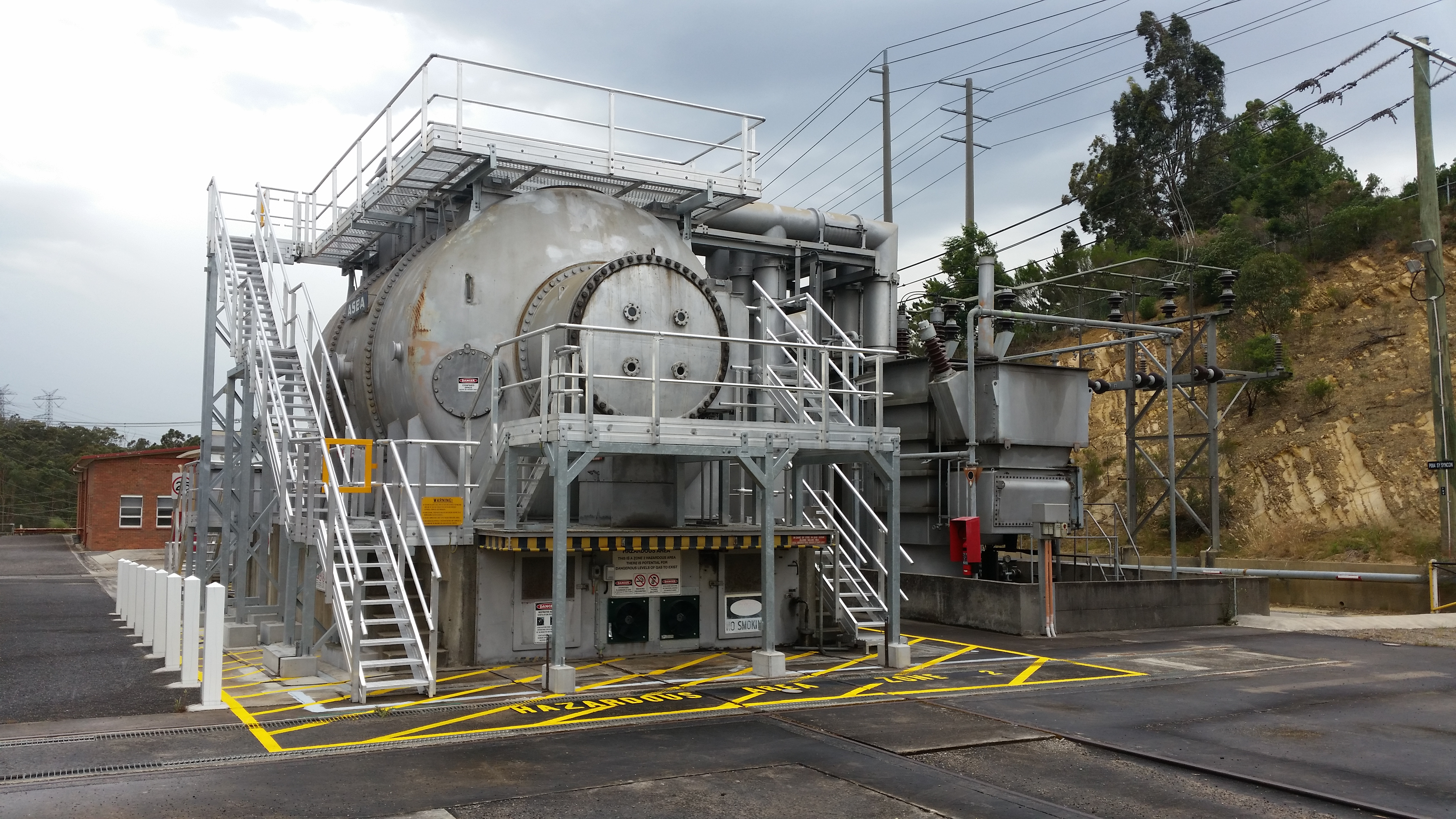
Встановлення синхронного компенсатора на підстанції Темплстоу, Мельбурн, Вікторія.

Перше відоме об'єднання двох електростанцій трьохфазного потоку було здійснено в 1892 році в Швейцарії: дві невеликі електростанції, номінальною потужністю 120 і 360 кВт, були з'єднані по двохкілометровій лінії 5 кВ і запитали завод по лінії передачі протяжністю 24 км при напрузі 13 кВ.

## Інтернет-ресурси
- IEEE Power Engineering Society
- Power Engineering International Magazine Articles
- Power Engineering Magazine Articles
- American Society of Power Engineers, Inc.
- National Institute for the Uniform Licensing of Power Engineer Inc.
- "High Voltage Direct Current (HVDC) Transmission Systems Technology Review Paper" (PDF) - Roberto Rudervall; J.P. Charpentier; Raghuveer Sharma .